# Justine (1969)
Justine is een Amerikaanse dramafilm uit 1969 onder regie van George Cukor. Het scenario is gebaseerd op de gelijknamige roman uit 1957 van de Britse auteur Lawrence Durrell.

## Verhaal
In 1938 maakt de Britse schoolmeester Darley kennis met Justine, de vrouw van een koptische bankier. Hij ontdekt dat ze betrokken is bij een complot tegen de Britten. Ze willen het Joodse verzet in Palestina bewapenen.

## Rolverdeling
| Acteur              | Personage              |
| ------------------- | ---------------------- |
| Anouk Aimée         | Justine                |
| Dirk Bogarde        | Pursewarden            |
| Robert Forster      | Narouz                 |
| Anna Karina         | Melissa                |
| Philippe Noiret     | Pombal                 |
| Michael York        | Darley                 |
| John Vernon         | Nessim                 |
| Jack Albertson      | Cohen                  |
| Cliff Gorman        | Toto                   |
| George Baker        | Mountolive             |
| Elaine Church       | Liza                   |
| Michael Constantine | Memlik Pasha           |
| Marcel Dalio        | Franse consul-generaal |
| Michael Dunn        | Mnemjian               |
| Barry Morse         | Kolonel Maskelyne      |